# Ravières
Ravières – miejscowość i gmina we Francji, w regionie Burgundia-Franche-Comté, w departamencie Yonne.
Według danych na rok 1990 gminę zamieszkiwało 975 osób, a gęstość zaludnienia wynosiła 45 osób/km² (wśród 2044 gmin Burgundii Ravières plasuje się na 237. miejscu pod względem liczby ludności, natomiast pod względem powierzchni na miejscu 387.).